# 2-氨基-2-甲基-1-丙醇
2-氨基-2-甲基-1-丙醇（英語： 或称为氨基甲基丙醇，Aminomethyl propanol）是一种有机化合物，分子式H2NC(CH3)2CH2OH，常温常压下为无色液体，属于烷醇胺类，可作为化妝品。